# Phil Hill (Rennfahrer, 2002)
Phil Conor Hill (* 22. Februar 2002 in Mülheim an der Ruhr) ist ein deutscher Automobilrennfahrer, der vor allem im GT-Sport vertreten ist. 2012 bestritt er seine erste Saison im Kart und stieg 2018 in die Formel Renault NEC auf. 2019 erfolgte der Wechsel zum GT-Sport mit Reiter Engineering.

## Karriere

### Kartsport
2012 stieg Hill in den Kartsport ein und startete in der Kerpener Kart Challenge. Bei Saisonlauf 4 konnte er auf der Kartbahn Hahn seine erste Pole-Position  und seinen ersten Sieg einfahren.
2013 und 2014 startete er im ADAC Kart Masters, wo er 2014 mehrere Podestplätze einfahren konnte und am Ende den dritten Gesamtrang belegte. Ein äußerst bemerkenswertes Rennen war das Abschluss in Wackersdorf, bei dem er von Platz 33 auf Platz 2 vorfuhr.
2015 wechselte Hill zu den Junioren und startete erneut im ADAC Kart Masters und der Deutschen Kart Meisterschaft. Zusätzlich erfolgte ein Start in der WSK und der WM in Bahrain im Jahr 2016.
2017 wechselte er in den deutschen ROK Cup, bei dem er in zehn Rennen sieben Siege und drei weitere Podestplätze einfuhr. Zudem stand Hill zweimal auf der Pole-Position und brach drei von fünf möglichen Streckenrekorden. All dies führte zum Meistertitel. Am Ende des Jahres erfolgte eine Teilnahme am Vortex ROK Superfinal in Lonato. Dort konnte er nach einem Motordefekt im Qualifying noch einen 12. Platz in der Senior ROK OMP Trophy belegen.

### Formelsport
2018 erfolgte der Wechsel in den Formelsport in der Formel Renault NEC mit dem Team Anders Motorsport. Im Laufe der Saison konnte er drei Siege, drei zweite Plätze und einen dritten Platz einfahren und sich somit den Vizemeistertitel sichern.

### GT-Sport
2019 wechselte Hill in die GT4 European Series mit Reiter Engineering auf einem KTM X-BOW GT4.
2020 wurde er vom ehemaligen DTM-Gewinner und Vizemeister Jörg van Ommen in dessen Team aufgenommen und startete in der Nürburgring Langstrecken-Serie zuerst auf einem Porsche Cayman in der V5-Klasse und später auf einem Mercedes AMG GT4 in der SP8T-Klasse. Hill konnte drei dritte Plätze einfahren und sicherte sich im letzten Lauf der Saison die Klassen-Pole-Position.
Im Jahr 2021 startet Hill zusammen mit dem bayerischen Team Allied Racing, in dem er in das Förderprogramm aufgenommen wurde, in der ADAC GT4 Germany im Rahmen der ADAC GT Masters.

## Sonstiges
Zusätzlich zu seinen motorsportlichen Aktivitäten ist Hill als Fahrercoach tätig und studiert Fahrzeugentwicklung an der FH Dortmund.
Aufgrund seines Namens mögen viele eine Verwandtschaft zu Phil Hill, Graham Hill oder Damon Hill vermuten, dies ist aber nicht der Fall. Aus einem Interview in der Speedweek geht außerdem hervor, dass sein Vater keine Absicht hatte, dass sein Sohn Rennfahrer wird.